# O Circo de Escavalinho
O Circo de Escavalinho é um livro infantil escrito por Monteiro Lobato e publicado em 1927.
Após a ideia do irmão de Pinóquio, foi feito um concurso para escolher a melhor ideia, e a vencedora foi a do circo de Escavalinho. "Escavalinho" porque o "dono" do circo era Pedrinho, com o apelido dado por Emília: Pedro Malasarte Escavalinho da Silva. Esta história foi incluída no livro Novas Reinações de Narizinho de 1933, e nas reedições dos livros de Monteiro Lobato, esta história passou para o livro Reinações de Narizinho.